# Torre Triana

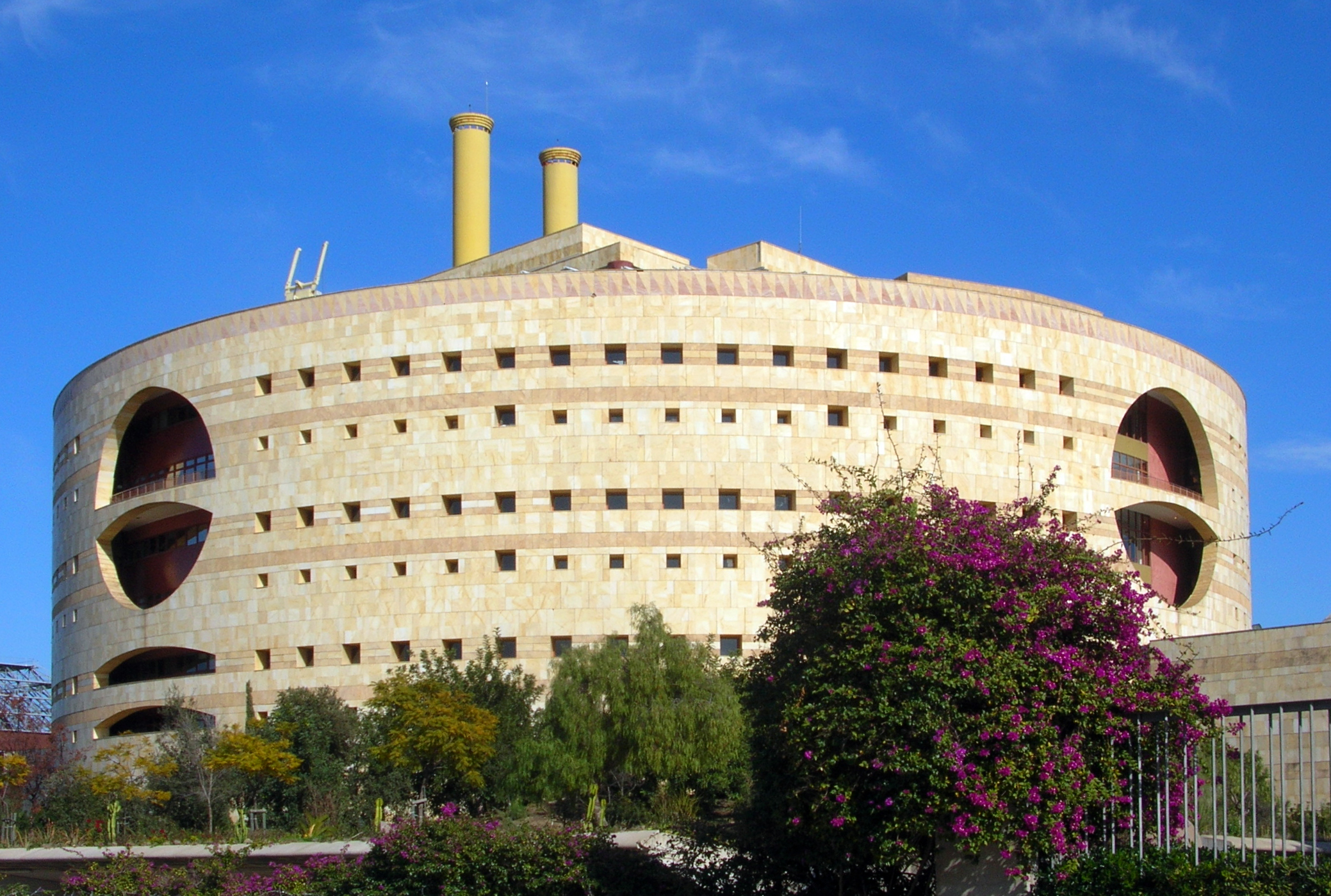
Torre Triana de la Junta de Andalucía

Edificio Torre Triana ist ein Verwaltungsgebäude im Stadtteil Triana in Sevilla, der Hauptstadt der Autonomen Region Andalusien. 
Der postmoderne Rundbau ist das größte Verwaltungsgebäude der Regierung von Andalusien. In diesem Komplex sind mehrere Ministerien  mit tausenden Beschäftigten untergebracht. Der Torre Triana wurde nach dem Entwurf des Architekten Francisco Javier Sáenz de Oiza  im Rahmen der Weltausstellung von Sevilla 1992 gebaut und 1993 als Verwaltungsgebäude in Betrieb genommen. Baubeginn war im November 1989. Die Form des Grundstücks ist im Wesentlichen rechteckig und hat eine Fläche von etwa fünf Hektar. 